# 拟豆叶驼蹄瓣
拟豆叶驼蹄瓣（学名：Zygophyllum fabagoides）为蒺藜科驼蹄瓣属的植物。分布在中亚以及中国大陆的甘肃、新疆等地，多生于沙地、流动沙丘及荒漠河岸林，目前尚未由人工引种栽培。

## 别名
拟豆叶霸王（中国沙漠植物志）